# Sabawaelnu
Sabawaelnu (Sapowanilnu, Sapoqwanilnu; Halfway People), su vodeni duhovi Micmac Indijanaca. Poput europskih sirena, imaju ljudski gornji dio tijela i riblje repove. Imaju moć nad olujama, ali ne štete ljudima koji im iskazuju dužno poštovanje, a ljudi koji nauče ispravno interpretirati svoje pjesme mogu predvidjeti vrijeme. Njihovo ime doslovno znači "ljudi vode". Ponekad se nazivaju i Ljudima na pola puta.